# Thailand Champions Cup 2022
Der Thailand Champions Cup 2022, aus Sponsorengründen auch als Daikin Thailand Champions Cup 2022 bekannt, war die sechste offizielle Ausspielung des Wettbewerbs und wurde am 6. August 2022 zwischen dem thailändischen Meister Buriram United sowie dem Vizemeister BG Pathum United FC, da Buriram auch den FA Cup gewann, ausgetragen. Das Spiel fand im 80th Birthday Stadium in Nakhon Ratchasima statt. BG Pathum United gewann das Spiel durch die Tore von Pathompol Charoenrattanapirom, Ikhsan Fandi und Worachit Kanitsribampen mit 3:2. Die zwei Tore für Buriram erzielte Jonathan Bolingi.

## Spielstatistik
| Paarung             | Buriram United – BG Pathum United FC |
| Ergebnis            | 2:3 (1:2) |
| Datum               | 6. August 2022 um 18:00 Uhr |
| Stadion             | 80th Birthday Stadium, Nakhon Ratchasima |
| Schiedsrichter      | Torpong Somsingha |
| Tore                | 0:1 Pathompol Charoenrattanapirom (6.) 1:1 Jonathan Bolingi (35.) 1:2 Ikhsan Fandi (38.) 1:3 Worachit Kanitsribampen (51.) 2:3 Jonathan Bolingi (84., Elfmeter) |
| Buriram United      | Siwarak Tedsungnoen – Theerathon Bunmathan, Rebin Sulaka (76. Diego Bardanca), Narubadin Weerawatnodom, Pansa Hemviboon – Goran Čaušić, Ratthanakorn Maikami – Frank Castañeda (75. Peeradon Chamratsamee), Supachai Chaided (63. Sasalak Haiprakhon), Suphanat Mueanta – Jonathan Bolingi Cheftrainer: Masatada Ishii ( Japan)                  |
| BG Pathum United FC | Kittipong Phuthawchueak – Cássio Scheid (72. Andrés Túñez), Irfan Fandi, Saharat Pongsuwan, Jesse Curran (72. Jakkapan Praisuwan) – Sarach Yooyen, Pathompol Charoenrattanapirom (64. Jaroensak Wonggorn), Worachit Kanitsribampen, Phitiwat Sukjitthammakul – Teerasil Dangda (64. Diogo), Ikhsan Fandi Cheftrainer: Makoto Teguramori ( Japan) |
| Gelbe Karten        | Jonathan Bolingi (44.) – Diogo (90.+6') |
| Platzverweise       | Goran Čaušić (50.) – keine |

### Auswechselspieler
| Auswechselspieler | Auswechselspieler |
| --- | --- |
| Buriram United | BG Pathum United FC |
| - Nopphon Lakhonphon (TW) - Sasalak Haiprakhon ▲ (63.) - Peeradon Chamratsamee ▲ (75.) - Diego Bardanca ▲ (76.) - Chitipat Tanklang - Chutipol Thongthae - Thanadol Kaosaart - Aung Thu - Thirapak Prueangna | - Prasit Padungchok (TW) - Jaroensak Wonggorn ▲ (64.) - Diogo ▲ (64.) - Andrés Túñez ▲ (72.) - Jakkapan Praisuwan ▲ (72.) - Santiphap Channgom - Ernesto Amantegui Phumipha - Chatmongkol Thongkiri - Apisit Sorada |